# The Family Ghost
Singles de King Diamond
Halloween
(1986) Welcome Home
(1988)
Pistes de Abigail
A Mansion in Darkness
(3) The 7th Day of July 1777
(5)
The Family Ghost est le premier (troisième au total) single issue de l'album Abigail de King Diamond. Le single a été publié via Roadrunner Records le 1er juillet 1987.
La chanson Shrine apparaît que sur la nouvelle édition de l'album sorti en 1997.

## Intrigue
La chanson raconte la seconde nuit du couple Miriam Natias et Jonathan La'Fey dans un manoir hanté. Jonathan La'Fey rencontre le Comte de La Fey, le fantôme de la famille Lafey. Le Comte veut montrer quelque chose à Jonathan en le conduisant en bas de la crypte où repose Abigail.
Le Compte lui raconte alors que Miriam a l'esprit d'Abigail en elle et que le seul moyen d'arrêter la renaissance du mal... est de tuer Miriam.

## Liste des titres
Toutes les paroles sont écrites par King Diamond.
| No | Titre            | Musique                     | Durée |
| -- | ---------------- | --------------------------- | ----- |
| A. | The Family Ghost | King Diamond                | 4:05  |
| B. | Shrine           | King Diamond, Andy LaRocque | 4:20  |

## Composition du groupe
- King Diamond - chants
- Andy LaRocque - guitares
- Mikkey Dee - batterie
- Michael Denner - guitares
- Timi Hansen - basse